# Docosia tibialis
Docosia tibialis är en tvåvingeart som beskrevs av Lastovoka 2006. Docosia tibialis ingår i släktet Docosia och familjen svampmyggor.
Artens utbredningsområde är Tjeckien. Arten är reproducerande i Sverige. Inga underarter finns listade i Catalogue of Life.